# M1.2 (Joegoslavië)
De M1.2 of Magistralni Put 1.2 was een hoofdweg in de voormalige Socialistische Federale Republiek Joegoslavië, die de Sloveense hoofdstad Ljubljana met het noorden van de Italiaanse autonome regio Friuli-Venezia Giulia verbond. De weg takte bij Jesenice van de M1 af en liep daarna via Podkoren naar de Italiaanse grens bij Rateče. In Italië liep de weg als SS54 verder naar Tarvisio.
Na het uiteenvallen van Joegoslavië kwam de weg in het nieuwe land Slovenië te liggen. De weg kreeg daardoor twee nieuwe wegnummers. Tussen Jesenice en Podkoren werd het de R201 en tussen Podkoren en Italië R202.
M1 · 
M1.1 · 
M1.2 · 
M1.3 · 
M1.4 · 
M1.5 · 
M1.6 · 
M1.7 · 
M1.8 · 
M1.9 · 
M1.10 · 
M1.11 · 
M1.12 · 
M1.13 · 
M1.14 · 
M2 · 
M2.1 · 
M2.2 · 
M2.3 · 
M2.4 · 
M3 · 
M3.1 · 
M3.2 · 
M3.3 · 
M4 · 
M4.1 · 
M4.2 · 
M4.3 · 
M5 · 
M6 · 
M6.1 · 
M7 · 
M7.1 · 
M8 · 
M9 · 
M9.1 · 
M10 · 
M10.1 · 
M10.2 · 
M10.3 · 
M10.4 · 
M10.5 · 
M10.6 · 
M10.7 · 
M10.8 · 
M10.9 · 
M10.10 · 
M11 · 
M11.1 · 
M11.2 · 
M12 · 
M12.1 · 
M12.2 · 
M12.3 · 
M13 · 
M14 · 
M14.1 · 
M14.2 · 
M15 · 
M16 · 
M16.1 · 
M16.2 · 
M16.3 · 
M16.4 · 
M17 · 
M17.1 · 
M17.2 · 
M17.3 · 
M18 · 
M18.1 · 
M19 · 
M19.1 · 
M19.2 · 
M19.3 · 
M20 · 
M21 · 
M21.1 · 
M22 · 
M22.1 · 
M22.2 · 
M22.3 · 
M23 · 
M23.1 · 
M24 · 
M24.1 · 
M25 · 
M25.1 · 
M25.2 · 
M25.3 · 
M26 · 
M26.1 · 
M27 · 
M28 · 
M29